# 歴史的城塞都市クエンカ
歴史的城塞都市クエンカ（れきしてきじょうさいとしクエンカ）は、スペインのカスティーリャ＝ラ・マンチャ州クエンカ県の県都クエンカの旧市街を対象とするUNESCOの世界遺産リスト登録物件である。

## 歴史
クエンカ一帯はフカル川とウエカル川にはさまれた石灰岩の地形であり、川の浸食作用や風化によって切り立った断崖が形成されていた。クエンカの町の起源は、9世紀にムスリムが築いた断崖上の要塞にある。後ウマイヤ朝時代には要塞から街へと発展したが、1177年にカスティーリャ王国のアルフォンソ8世が奪取し、カスティーリャ王国の主要都市のひとつとしてキリスト教化された。織物工業を主産業としたクエンカは16世紀まで順調な成長を遂げ、それに伴う人口増加によって、低地の市街地なども整備されていった。16世紀以降、崖の上は宗教的な建造物が集まるようになり、経済的な衰退局面に入った17世紀にも、むしろクエンカは宗教的な都市としては発展が続いた。
17世紀後半から19世紀には街の建物の再建や修復が行われたが、他方で老朽化した建物が取り壊される例も見られた。しかし、その後に計画的な都市景観の保存の必要性が認識されるようになり、それに基づく修復作業なども1940年代以降には行われるようになった。

## 登録対象
登録対象となるのは歴史的な建造物群が残る旧市街である。クエンカ大聖堂は1257年頃の建造で、20世紀に再建されたファサードなど、後の時代に付加された要素もあるが、スペインのゴシック様式聖堂としては最古の部類に属している。大聖堂の前にあるのがマヨル広場で、ペトラス修道院 （16世紀）、市庁舎（18世紀）などが並ぶ。大聖堂の近傍には司教館があり、現在はフアン・デ・コロニアの祭壇画（1510年頃）やエル・グレコらの作品を展示している教区博物館が入っている。ほかにも、サン・ミゲル聖堂、サン・ペドロ聖堂、エル・サルバドル聖堂などが残るが、宗教建築の中には、サン・パブロ修道院のようにパラドールに改装された建築物もある。

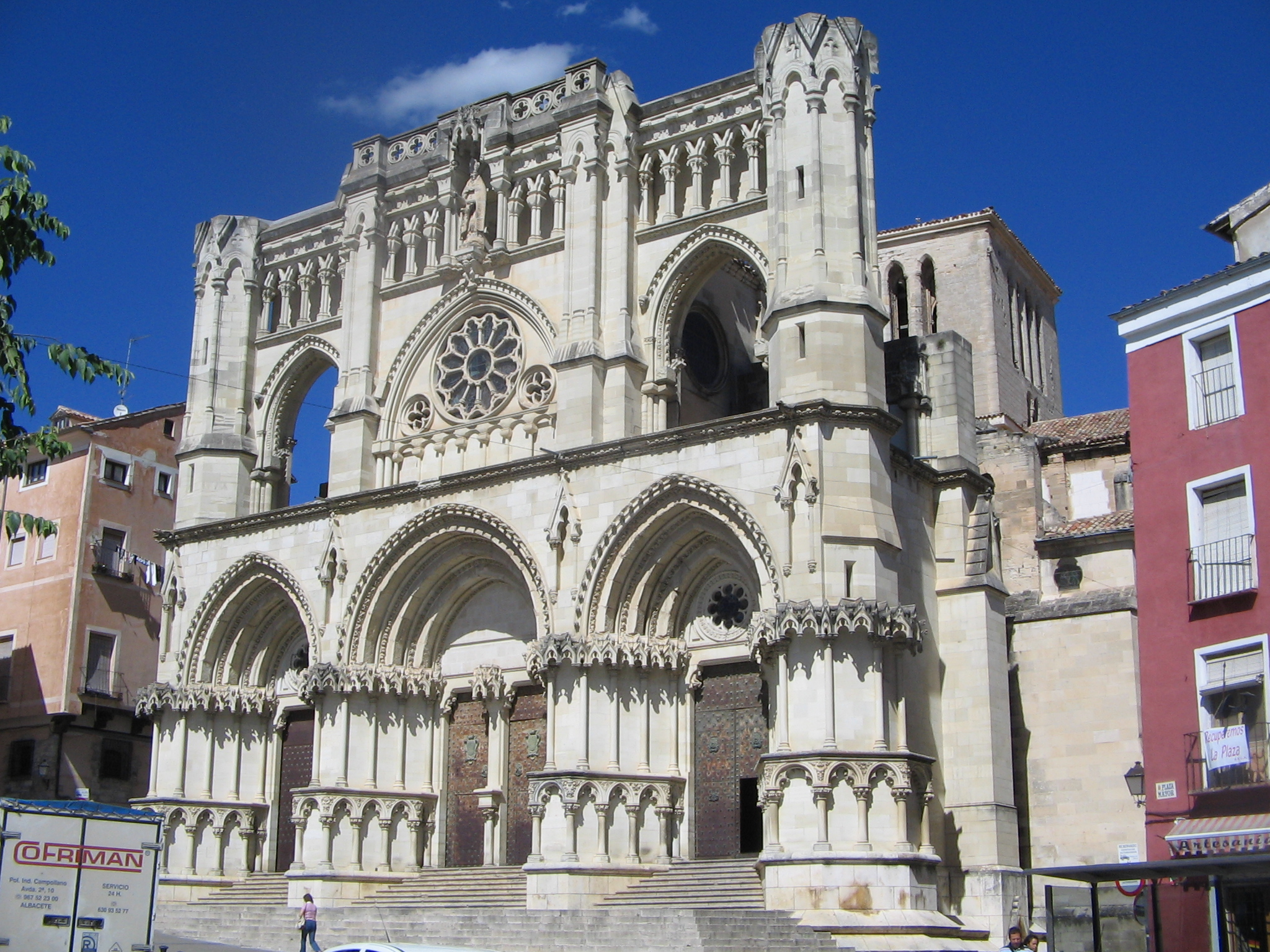
クエンカ大聖堂
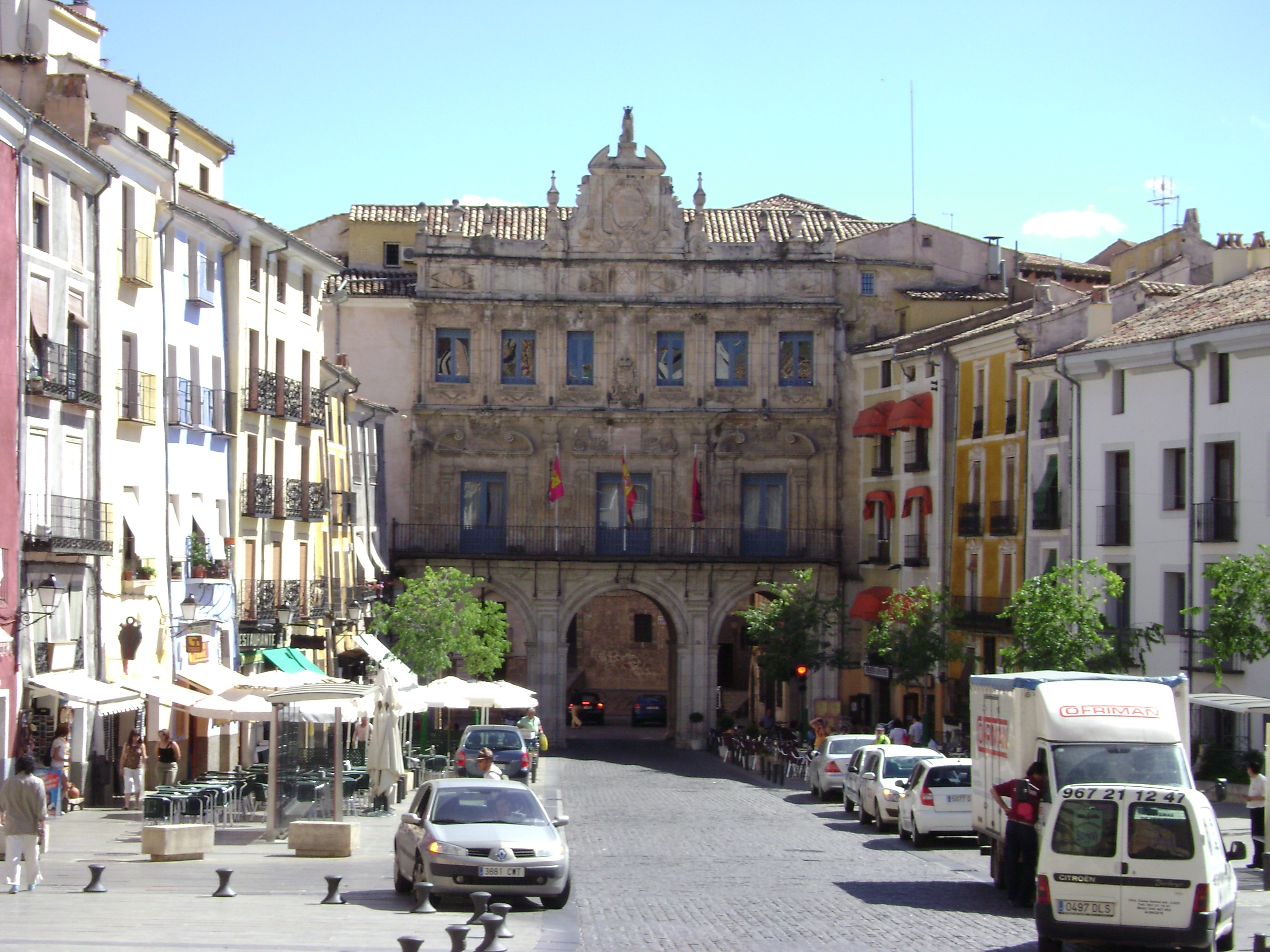
マヨール広場
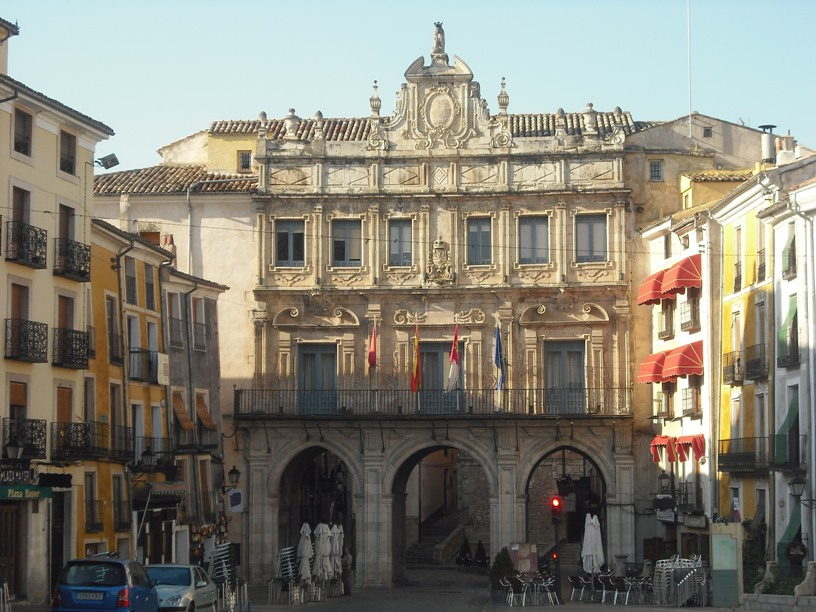
市庁舎
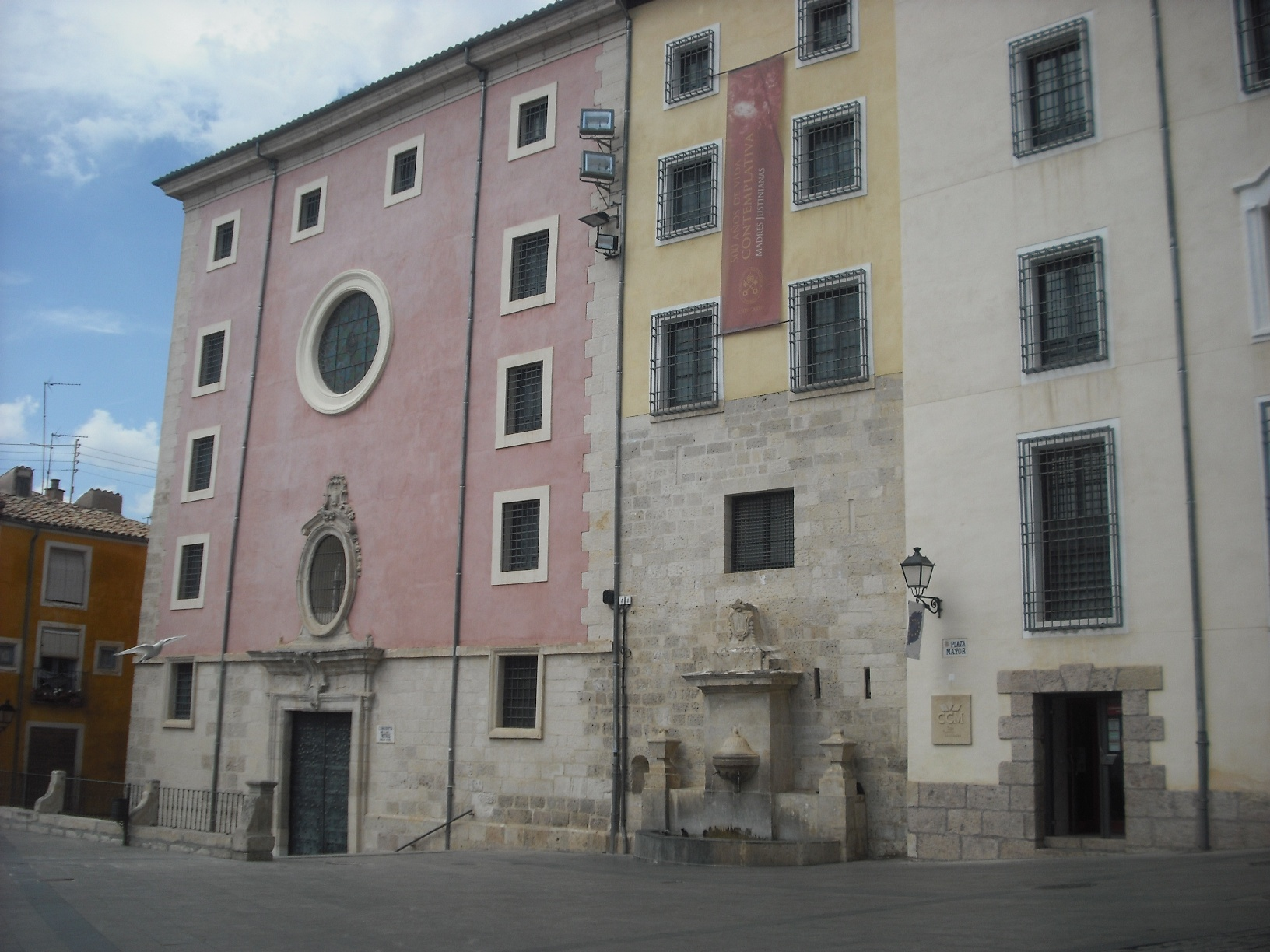
ペトラス修道院
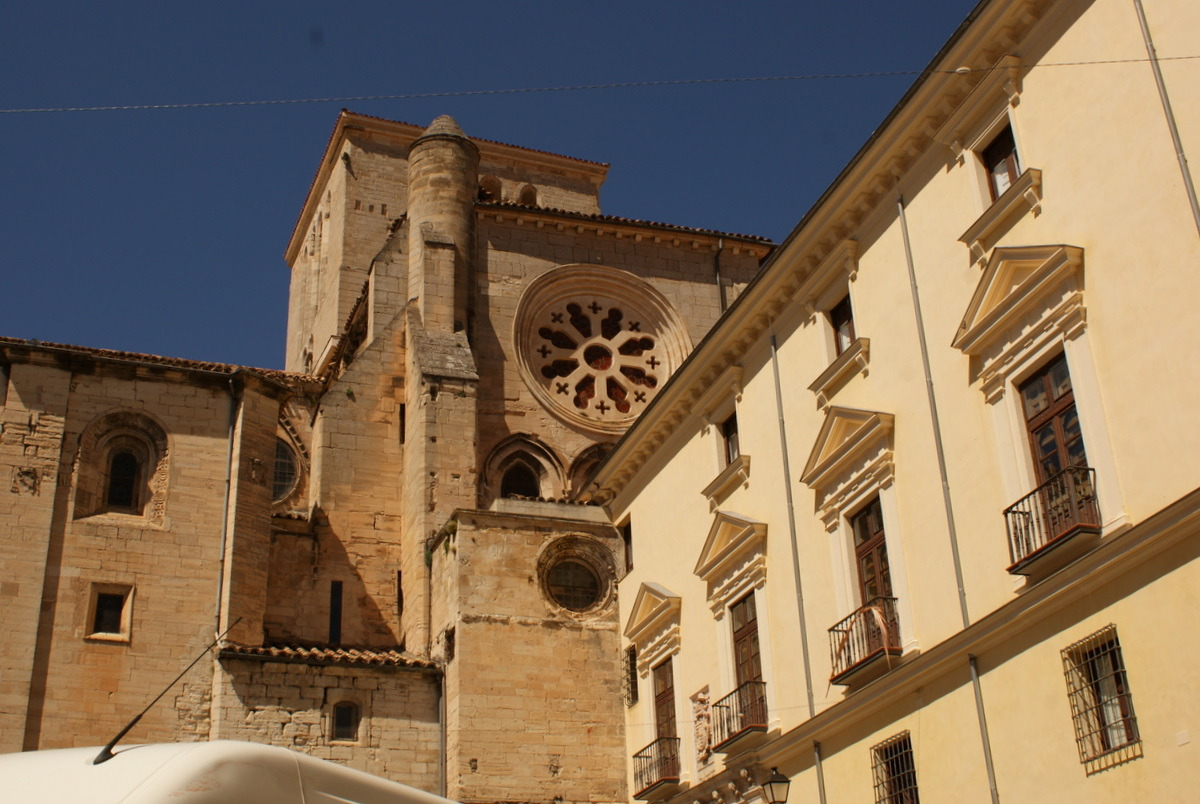
旧司教館
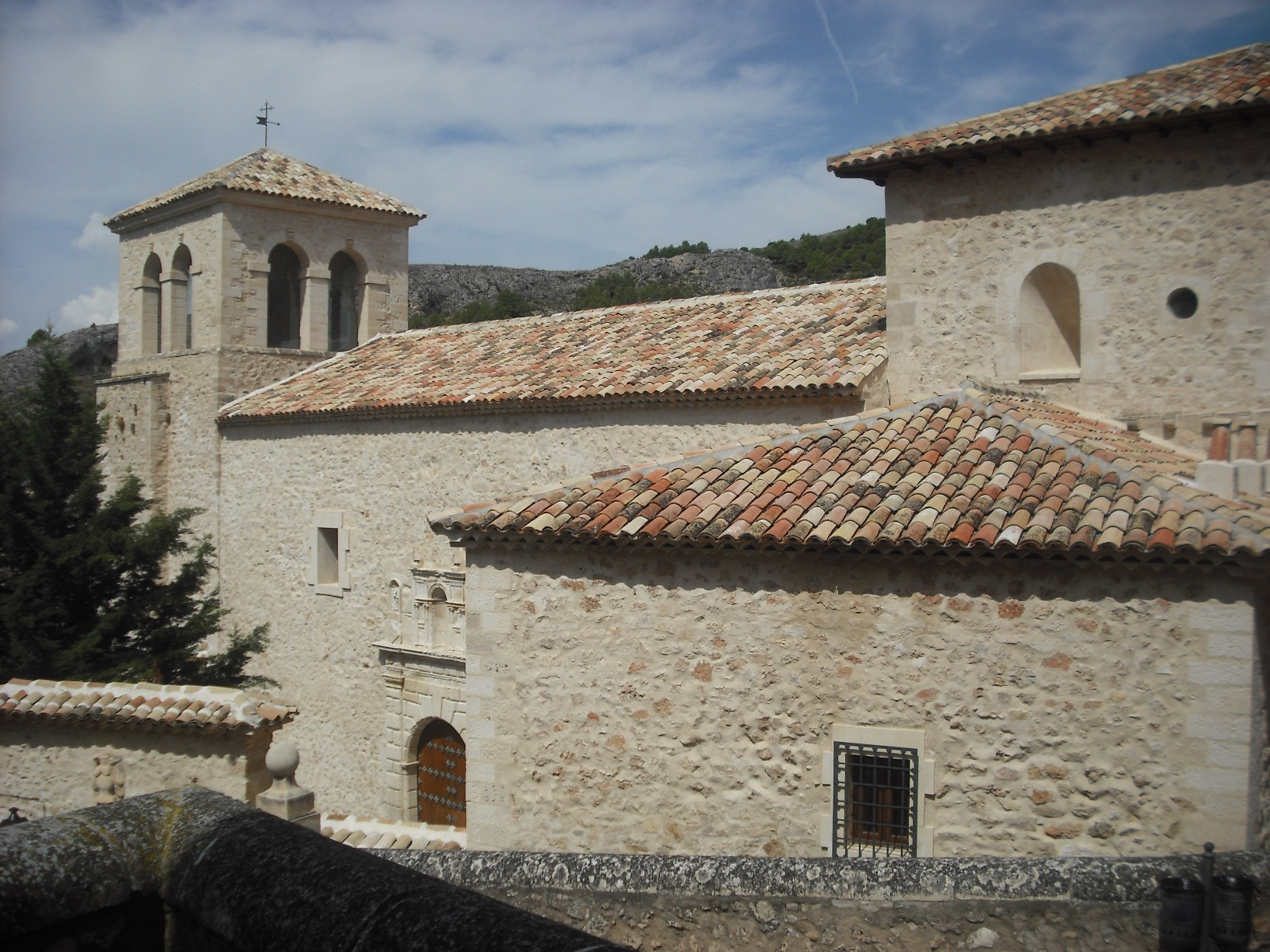
サン・ミゲル聖堂
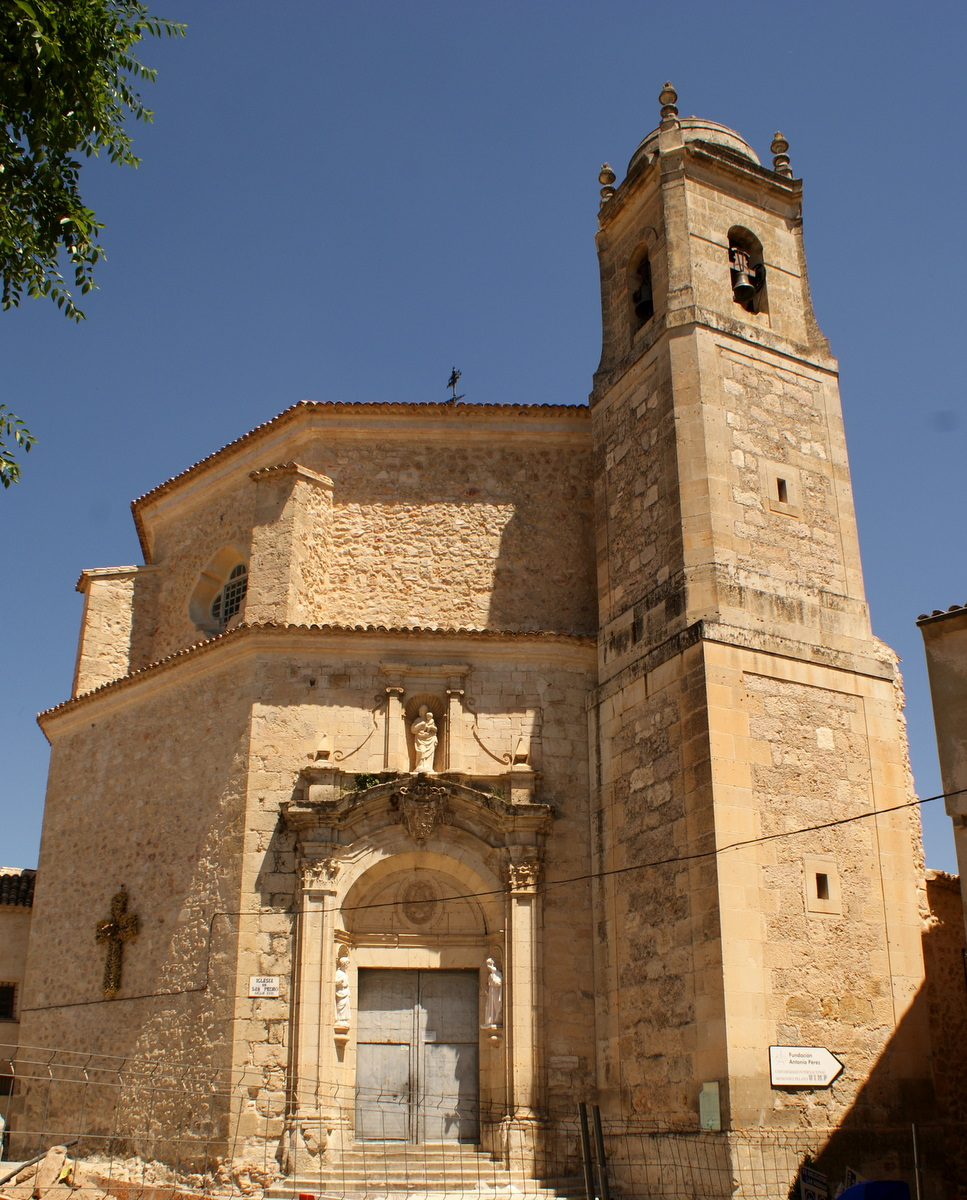
サン・ペドロ聖堂
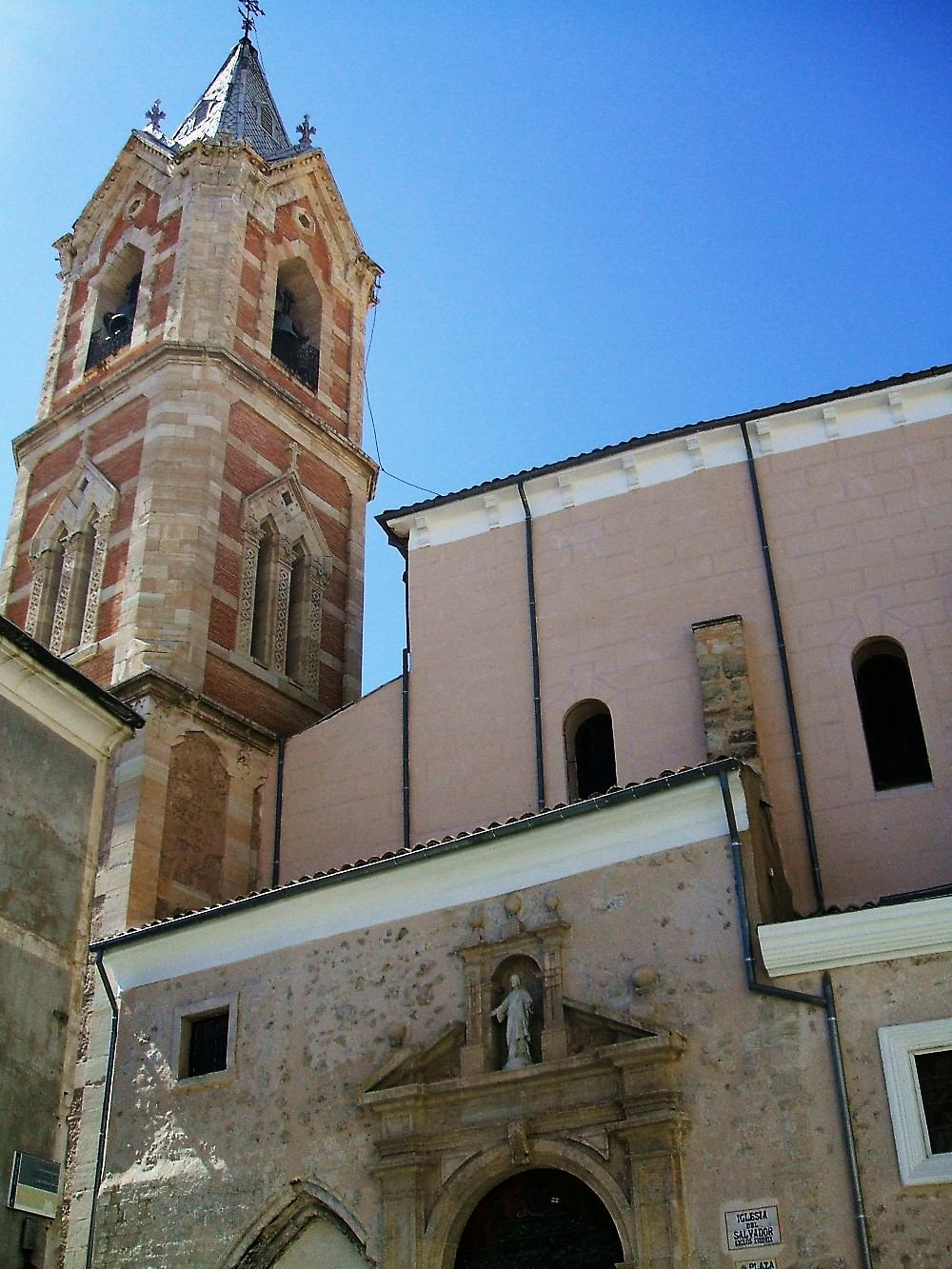
エル・サルバドル聖堂
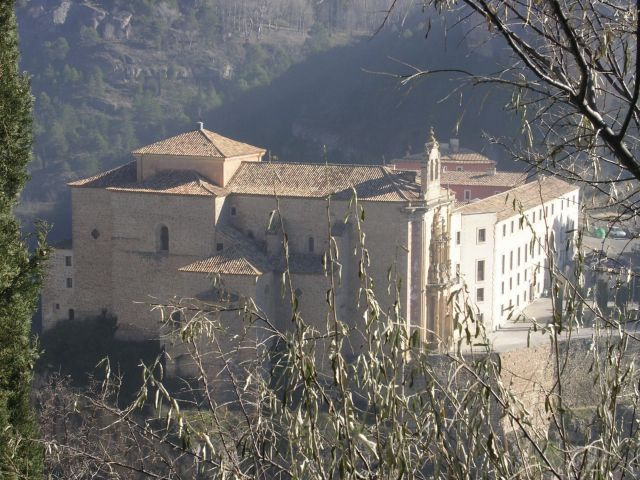
旧サン・パブロ修道院

世俗的な建物の中では、「宙吊りの家」(Casas Colgadas) がクエンカの代名詞とも言われている。これは「不安定な家」ともいわれる14世紀にさかのぼる住居群で、古くは市庁舎として使われたこともあったが、断崖からせり出すように高層建築がそびえ立つ奇観から、それらの名前がついている。「宙吊りの家」の内部には1966年以降、スペイン抽象芸術美術館が設営されているほか、建物と同名の「宙吊りの家」というレストランが入っている。

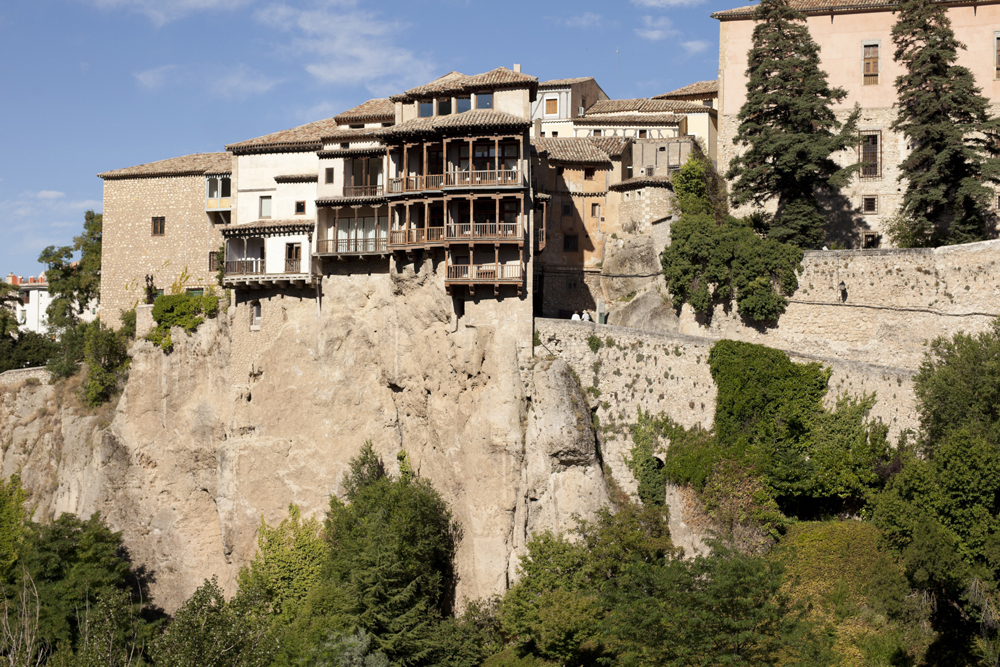
中央に見えるのが「宙吊りの家」
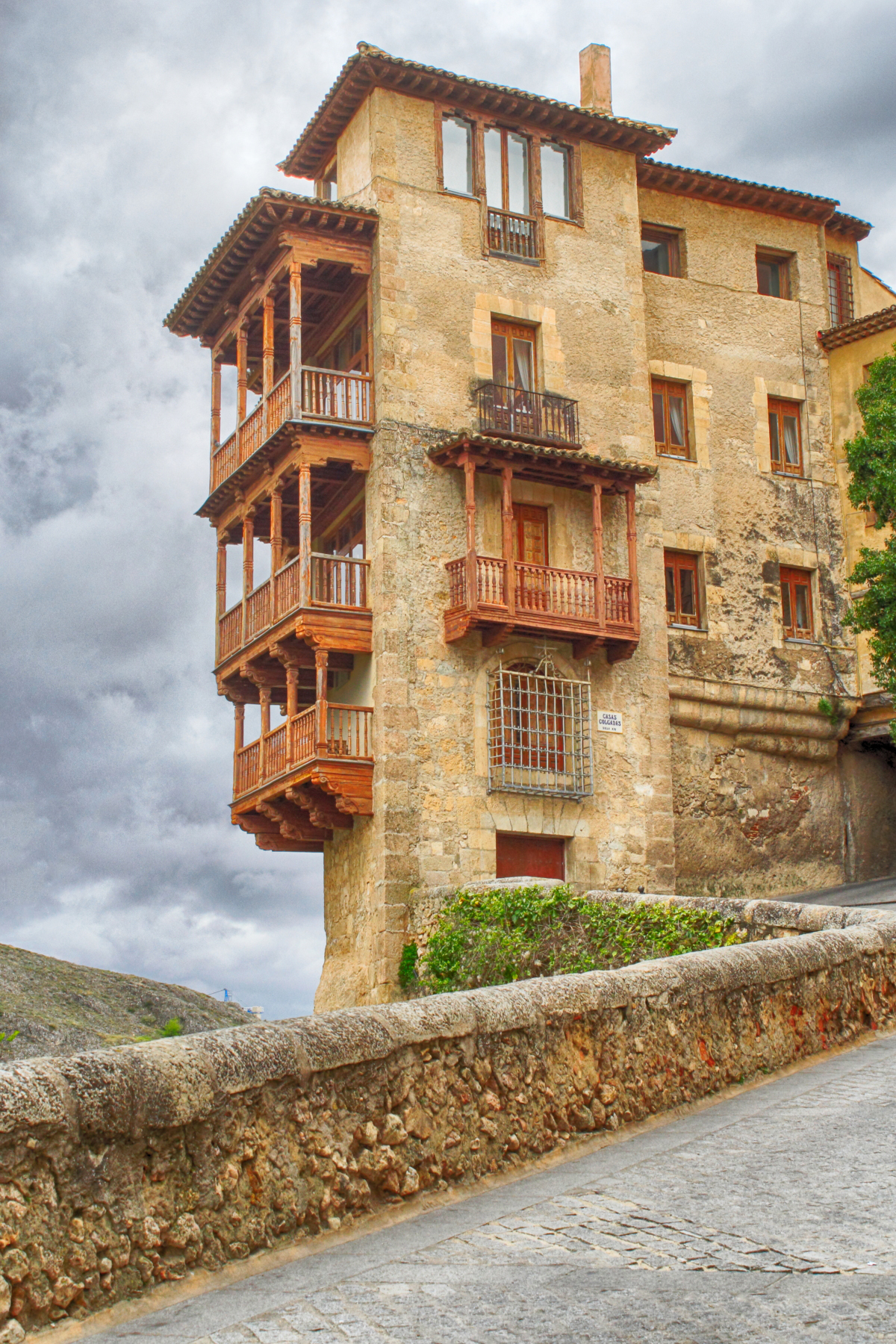
横から見た「宙吊りの家」
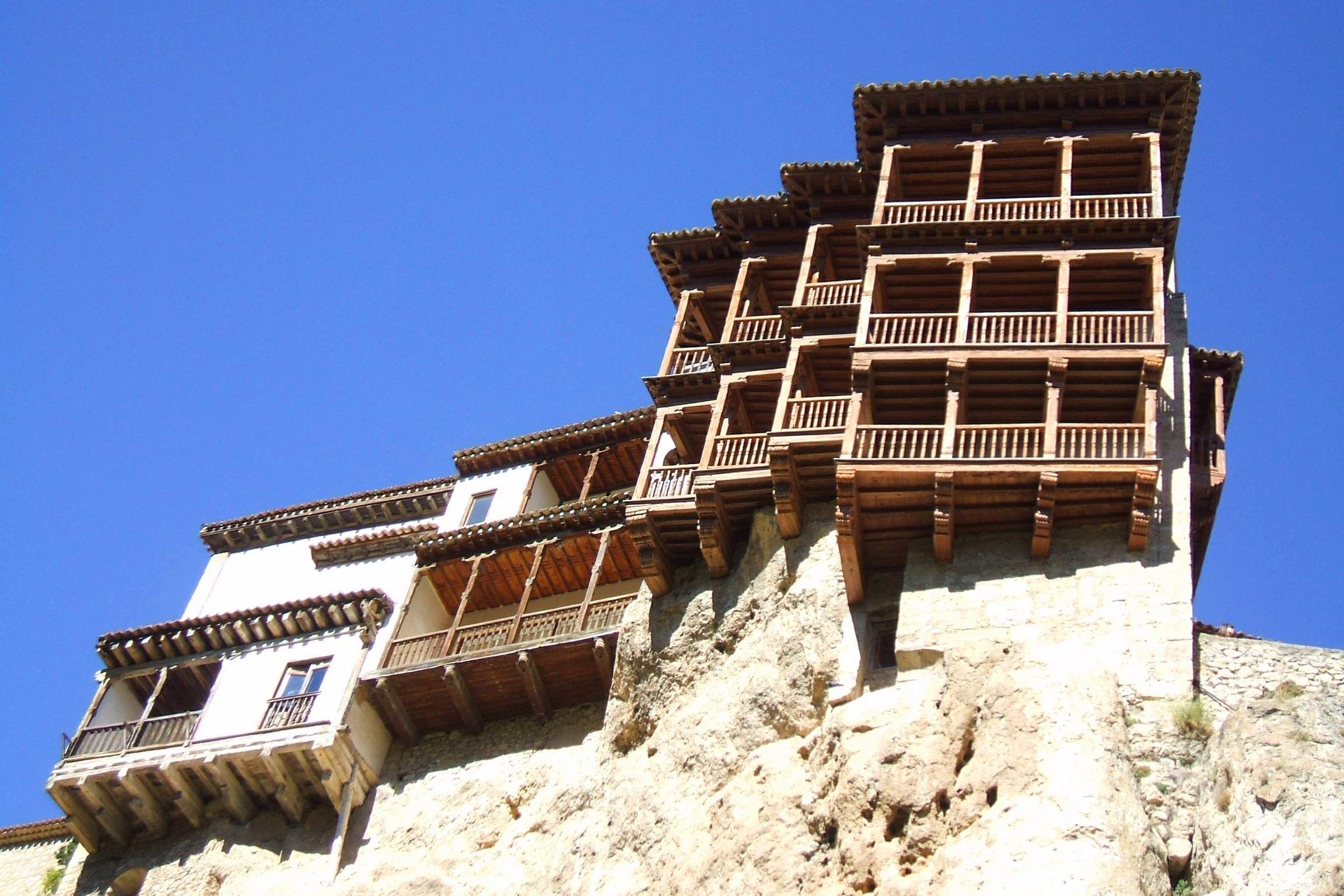
下から見上げた「宙吊りの家」

## 登録経緯
この物件が世界遺産に推薦されたのは1995年10月2日のことであった。推薦を踏まえて、世界遺産委員会の諮問機関である国際記念物遺跡会議 (ICOMOS) は「登録」を勧告し、1996年の第20回世界遺産委員会で正式に登録された。

### 登録名
世界遺産としての正式登録名は、Historic Walled Town of Cuenca （英語）、Ville historique fortifiée de Cuenca （フランス語）である。その日本語訳は資料によって以下のような違いがある。
- 歴史的城壁都市クエンカ - 日本ユネスコ協会連盟ほか[14][15]
- 要塞都市クエンカ - 世界遺産センター/講談社ほか[16][17][18]
- 歴史的城塞都市クエンカ - 青柳正規ほか[19][10]
- 歴史的要塞都市クエンカ - 谷治正孝[20]
- クエンカの歴史的要塞都市 - 古田陽久・古田真美[21]

## 登録基準
この世界遺産は世界遺産登録基準のうち、以下の条件を満たし、登録された（以下の基準は世界遺産センター公表の登録基準からの翻訳、引用である）。
- (2) ある期間を通じてまたはある文化圏において、建築、技術、記念碑的芸術、都市計画、景観デザインの発展に関し、人類の価値の重要な交流を示すもの。
- (5) ある文化（または複数の文化）を代表する伝統的集落、あるいは陸上ないし海上利用の際立った例。もしくは特に不可逆的な変化の中で存続が危ぶまれている人と環境の関わりあいの際立った例。

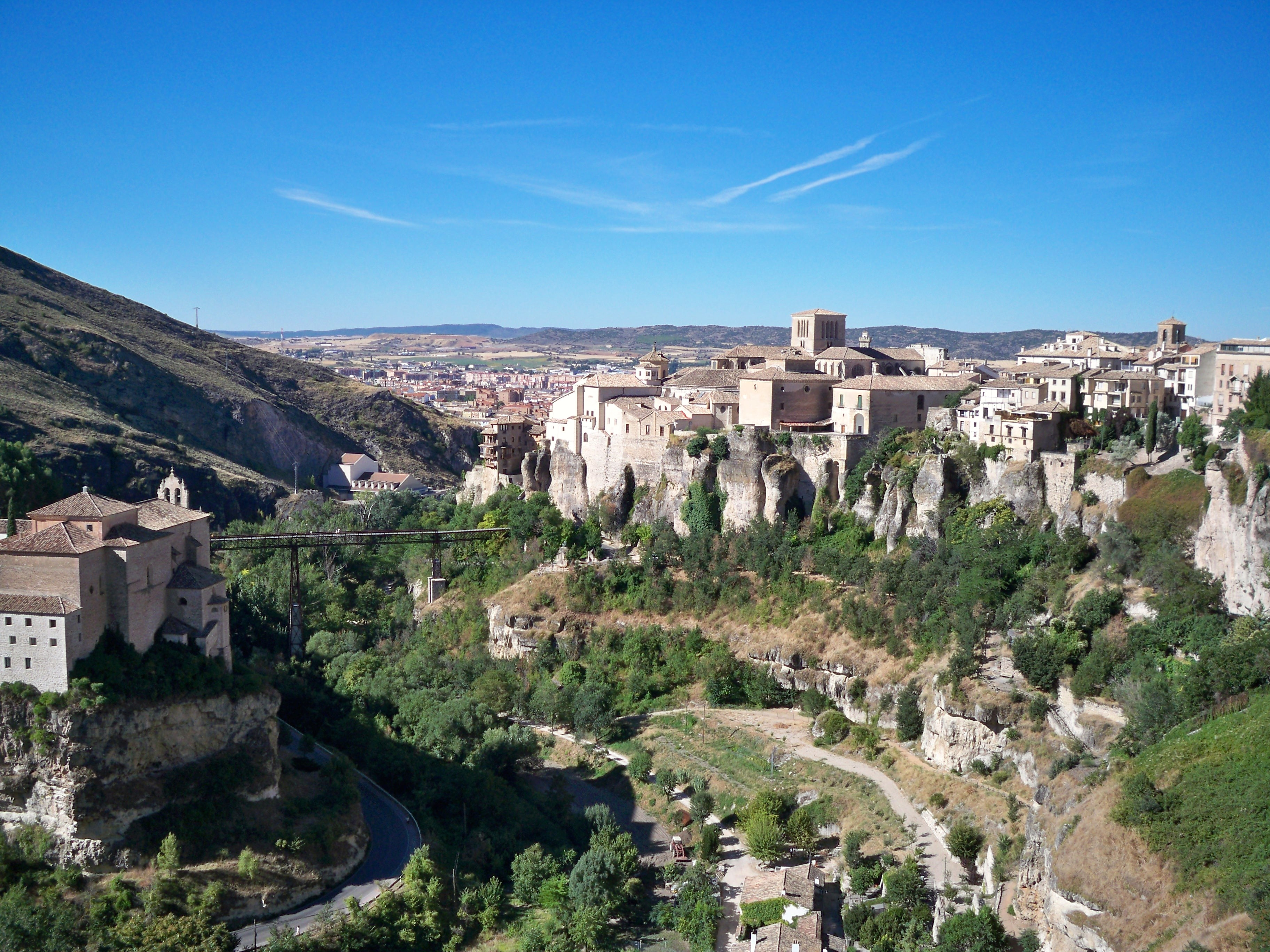
クエンカの建造物群と周辺の景観

世界遺産委員会の決議では個別の登録基準について適用理由を示していないが、世界遺産センターの公式サイトでは全般的な登録理由として、この世界遺産が「12世紀から18世紀までの多くの秀逸な宗教的・世俗的な建築物とともに、その本来の都市景観を顕著に手付かずの状態で保存していた中世城塞都市の傑出した例として、顕著な普遍的価値を有する。また、城壁に囲まれた都市は、それが建造された場所の優れた農村的・自然的景観に溶け込み、価値を高めている点でも傑出している」と説明されている。これはICOMOSが勧告のときに示していたものと同じである。
この理由説明にも表れているが、クエンカの素晴らしさは個々の建造物群よりも、むしろ包括的な都市景観にこそあるといわれている。